# 차하르마할에바흐티아리주

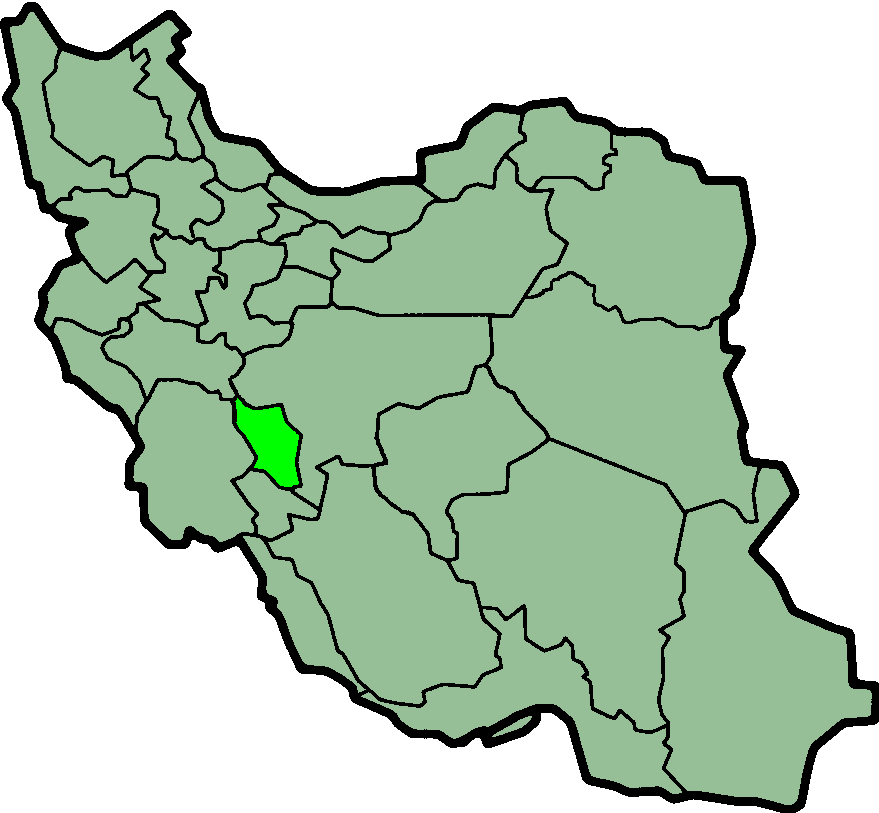
차하르마할에바흐티아리주

차하르마할에바흐티아리주(페르시아어: استان چهارمحال و بختیاری)는 이란을 구성하는 30개 주 가운데 하나로, 이란 남서부에 위치하고 있다. 주도는 샤흐레코르드이며 면적은 16,332km2, 인구는 857,910명(2006년 기준)이다.
차하르마할에바흐티아리주의 도시로 아르달, 보루젠, 파르산, 쿠흐랑, 로르데간, 샤흐레코르드가 있다.